# Penha Garcia
 Penha Garcia is een plaats (freguesia) in de Portugese gemeente Idanha-a-Nova en telt 928 inwoners (2001). De plaats is onder meer bekend om de fossielen die hier zijn gevonden. De Rio Ponsul die langs Penha Garcia loopt, is tegenwoordig afgedamd waardoor vlak bij de stad een stuwmeer is ontstaan.

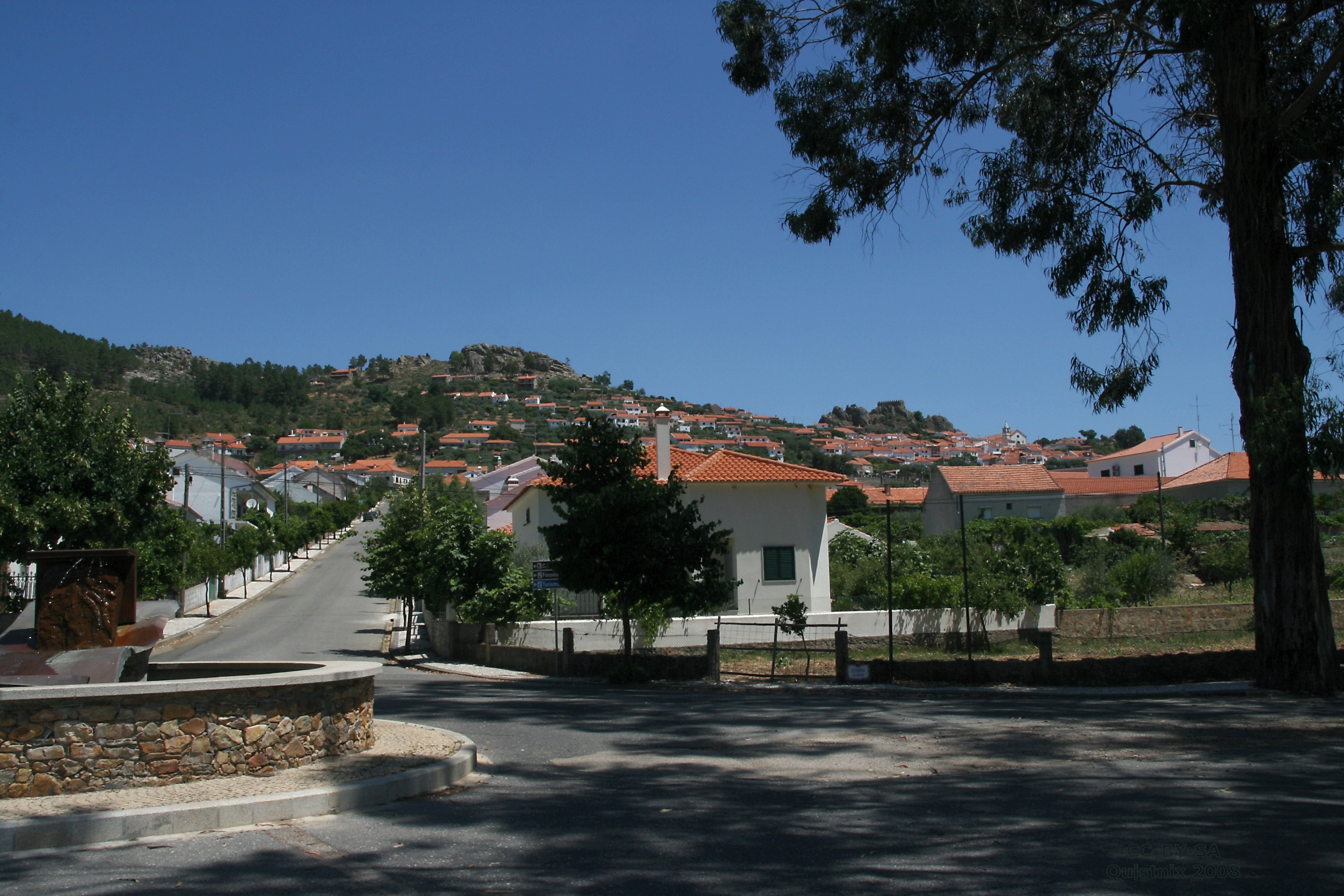
Penha Garcia
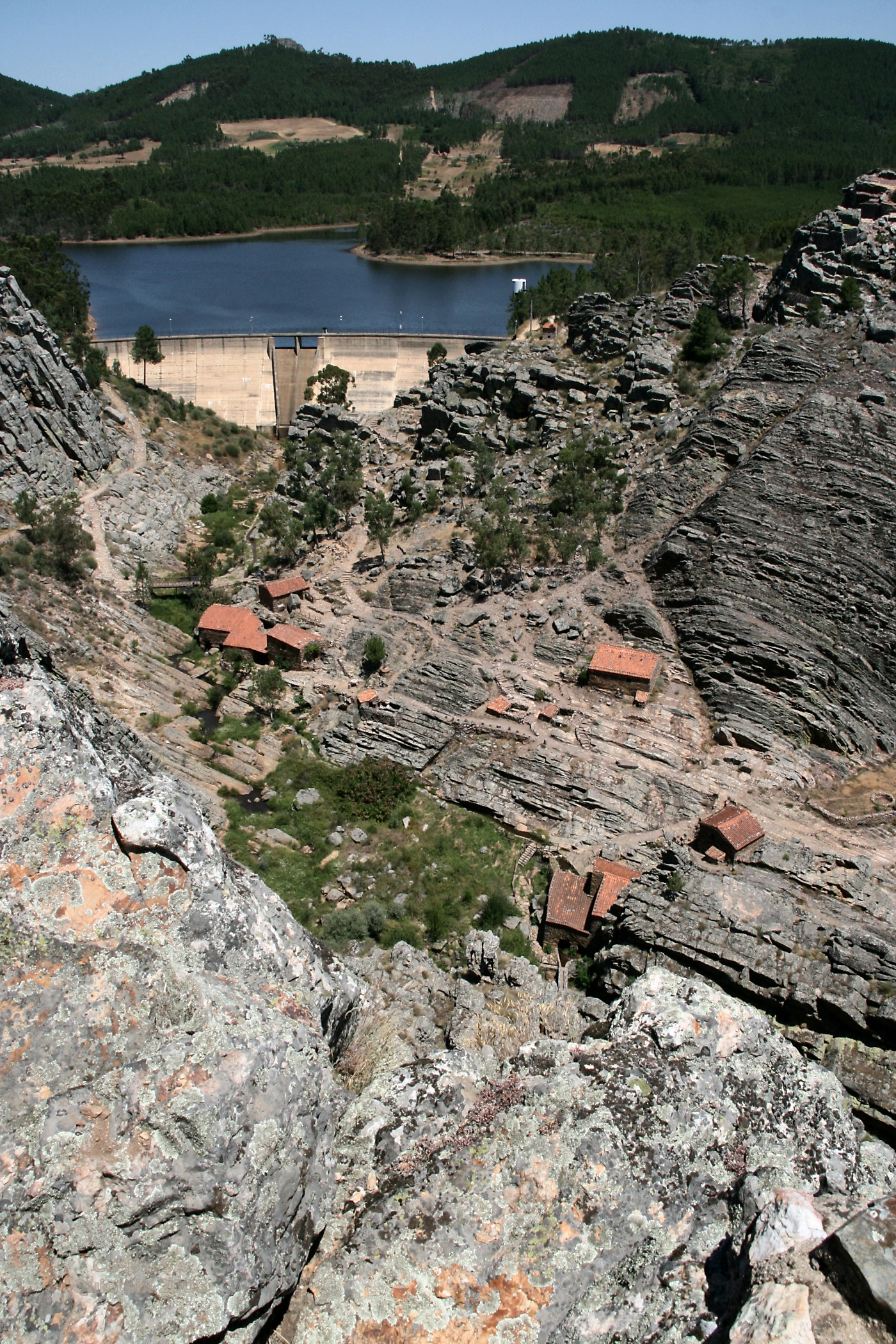
Stuwmeer, fossielenpad en watermolens
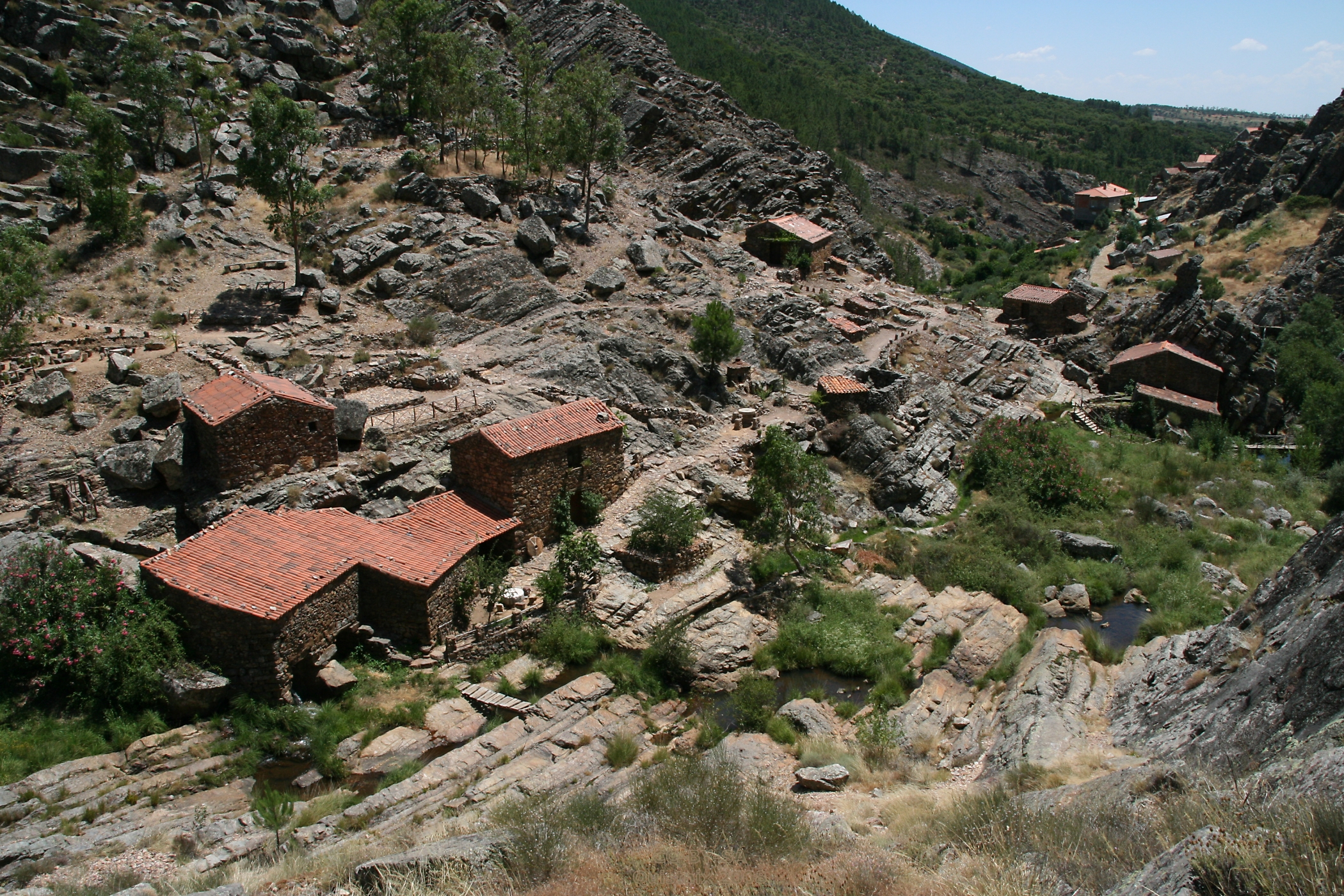
Watermolens, gezien vanaf het fossielenpad